# Kai Palmqvist
Kai Gustaf Palmqvist, född 26 februari 1925 i Helsingfors, död 2010, var en finländsk arkitekt. Han är son till arkitekten Wäinö Palmqvist.
Palmqvist blev student 1943 och utexaminerades från Tekniska högskolan i Helsingfors 1951. Han praktiserade hos fadern 1947–1957, inledde egen privatpraktik 1953 samt grundade arkitektbyrån Palmqvist & Kosonen Oy 1998. Han ritade områdesplaner, affärs-, kontors-, industri- och bostadsbyggnader.